# Parafia św. Józefa w Markuszowie
Parafia Świętego Józefa w Markuszowie – parafia rzymskokatolicka w Markuszowie, należąca do archidiecezji lubelskiej i Dekanatu Garbów. Została erygowana w 1374. Jest prowadzona przez księży archidiecezjalnych.

## Zasięg parafii
Do parafii należą wierni z następujących miejscowości: Barłogi, Bobowiska, Bronice-Kolonia, Góry, Kaleń, Kłoda, Łany, Łąkoć, Markuszów, Olempin, Olszowiec, Wólka Kątna, Zabłocie, Zastawie.